# 枯葉魚
多棘單鬚葉鱸（學名：Monocirrhus polyacanthus），是葉鱸科的淡水魚,也是單鬚葉鱸屬的唯一物種。牠擁有非常出色的擬態，身形和顏色都和枯葉一模一樣，故又名枯葉魚。

## 分布
本魚分布於南美洲秘魯、巴西、玻利維亞、哥倫比亞、委內瑞拉的亞馬遜河流域。

## 特徵
多棘單鬚葉鱸，體側扁，頭大，身體呈左右對稱的樹葉形，口很大，能向前伸長把獵物推吞下，下頜有1條「鬍鬚」，用來吸引獵物。形態箕枯葉一模一樣，身體上有灰色和茶色不規則的黑斑。臉前有白色帶狀斑紋。鰭的顏色也與身體顏色差不多，不過胸鰭和尾鰭後半透明，體長可達10公分。

## 生態
本魚棲息在河川底中層水域，屬肉食性，以小型無脊椎動物、魚類（主要是小型脂鲤）為食，可吞下跟自己體長相當的獵物，然而在自然状态下，枯叶鱼吞下的猎物平均体长仅达自身35%，可以通过改变自身体色来与环境融合在一起，在繁殖之前，成魚彼此相鄰游泳。雌魚在岩石或植物葉子的下面產下多達300個卵，然後由雄魚受精並由雄魚照顧卵，卵約3-4天後孵化，以蝦和水蚤等小動物為食。

## 經濟利用
極具價值的觀賞魚。

## 家庭饲养
饲养困难，不适合新手饲养，应当尽量饲养在酸性软水当中，同时提供植被供它们躲避，同时水族箱内水流不能太大，因为它们是生活在静水当中的鱼类。
喂食方面，可以提供各种鱼虾肉以及活鱼（霓虹脂鲤是个很不错的选择）、活的无脊椎动物等，它们对人工饲料不感兴趣。